# Peter Blum
Peter Emil Julius Blum (4 mei 1925 – Londen, 5 december 1990) was een in het Afrikaans schrijvende dichter.

## Biografie
Over de Europese afkomst van Peter Blum bestaat geen eensgezindheid. Als geboorteplaats worden Wenen en Triëst genoemd. Toen hij op 12-jarige leeftijd naar Zuid-Afrika kwam, sprak hij Duits, Engels, Frans en Italiaans. Hij ging naar school in Durban en Johannesburg en studeerde aan de Universiteit Stellenbosch en de Universiteit van Kaapstad. Vervolgens werkte hij als bibliothecaris te Stellenbosch en Kroonstad. Blum trouwde in 1955 met Henrietta Cecilia Smit, onderwijzeres te Stellenbosch en publiceerde twee dichtbundels. Hij schreef ook verschillende artikelen en recensies voor Die Burger en vertaalde een aantal publicaties naar het Afrikaans, onder andere vanuit het Frans werken van Apollinaire, Anouilh en Baudelaire.
Omdat het Zuid-Afrikaanse staatsburgerschap hem tot tweemaal toe geweigerd werd, verliet hij in 1960 verbitterd het land en vestigde zich met zijn vrouw in Londen, waar hij tot aan zijn dood bleef wonen. Na zijn vertrek weigerde hij nog langer in het Afrikaans te schrijven. Slechts eenmaal maakte hij daar een uitzondering op: Ses reisindrukke in die Lae Lande (1966). Een van zijn bekendste essays, Hoe ek dekadent geword het, verscheen in de editie van oktober 1956 van het tijdschrift Standpunte. Brieven van hem bevinden zich in de bibliotheek van de Universiteit van Kaapstad. Op grond van deze brieven heeft J.C. Kannemeyer Wat het geword van Peter Blum? Die speurtog na die Steppewolf: 'n narrasie in veertien episodes met 'n naspel (1996) samengesteld.
Ondanks het feit dat hij maar twee dichtbundels publiceerde, wordt hij als een belangrijk en invloedrijk dichter gezien. Hij wordt beschouwd als de meest toonaangevende wegbereider voor Die Sestigers. Zijn poëzie wordt gekenmerkt door de tegenstellingen Europa en Afrika, starheid en dynamiek, conventioneel en vernieuwend. De twee dichtbundels zijn parallel van opbouw. Ze bevatten onder andere een sectie Kaapse sonnetten en een sterk autobiografisch deel. Zijn bekendste gedichten zijn Nuus uit die binneland en Rooinekke op Hermanus (Steenbok tot poolsee). Een opvallend kenmerk in zijn oeuvre is het gebruik van het Kaapse dialect in een aantal gedichten.

## Bekroningen
- Reina Prinsen Geerligsprijs voor Zuid-Afrika (1956)